# Lixy
Lixy là một xã của Pháp,tọa lạc ở tỉnh Yonne trong vùng Bourgogne-Franche-Comté.

## Hành chính
| Danh sách các thị trưởng               |           |                   |      |         |
| Giai đoạn                              | Giai đoạn | Tên               | Đảng | Tư cách |
| 2008                                   | -         | Olivier QUINTIN   |      |         |
| 1986                                   | 2008      | Monique JEAN      |      |         |
| 1959                                   | 1986      | Gaston POUTHE     |      |         |
| 1945                                   | 1959      | Eli PERCHERON     |      |         |
| 1944                                   | 1945      | Gaston POUTHE     |      |         |
| 1940                                   | 1943      | Armand PERCHERON  |      |         |
| 1912                                   | 1940      | Emille DROUET     |      |         |
| 1908                                   | 1912      | Henri DELTIRON    |      |         |
| 1898                                   | 1908      | Léopold PERCHERON |      |         |
| Tất cả các dữ liệu trước đây không rõ. |           |                   |      |         |

## Thông tin nhân khẩu
| Năm | 1962 | 1968 | 1975 | 1982 | 1990 | 1999 | 2004 |
| --- | ---- | ---- | ---- | ---- | ---- | ---- | ---- |
| Dân số | 196  | 240  | 226  | 215  | 298  | 345  | 436  |
| From the year 1962 on: No double counting—residents of multiple communes (e.g. students and military personnel) are counted only once. |      |      |      |      |      |      |      |